# Józef Abratowski
Józef Władysław Abratowski (ur. 11 stycznia 1891 w Korczynie, zm. w kwietniu 1940 w Katyniu) – kapitan administracji Wojska Polskiego, ofiara zbrodni katyńskiej.

## Życiorys
Syn Jana i Bronisławy z Gonetów. W 1908 roku zdał maturę w I Gimnazjum w Przemyślu. Absolwent Wydziału Prawa Uniwersytetu Jana Kazimierza we Lwowie oraz rocznego kursu w Akademii Handlowej w Krakowie. Powołany do armii austriackiej (sierpień 1915), wcielony do Pułku Piechoty Obrony Krajowej Nr 18. Walczył na froncie wschodnim i południowym (Alpy Austriackie) w I wojnie światowej. Został ciężko ranny w lipcu 1917. Na stopień podporucznika rezerwy został mianowany ze starszeństwem z dniem 1 listopada 1917. Jego oddziałem macierzystym był Pułk Strzelców Nr 18.
12 listopada 1918 wstąpił do Wojska Polskiego. W składzie 17 pułku piechoty uczestniczył w wojnie polsko-bolszewickiej. 29 grudnia 1919 awansował do stopnia porucznika.
Po zakończeniu działań wojennych pozostał w wojsku, w 17 pp. W 1923 był w stopniu porucznika ze starszeństwem z dniem 1 czerwca 1919 i 616. lokatą w korpusie oficerów piechoty. Na stopnień kapitana został mianowany ze starszeństwem z dniem 1 lipca 1925 i 25. lokatą w korpusie oficerów piechoty.
W 1927 został przeniesiony służbowo z 17 pp do Powiatowej Komendy Uzupełnień Sanok. W sierpniu tego roku został przeniesiony do kadry oficerów piechoty z równoczesnym przydziałem do PKU Rzeszów na stanowisko kierownika II referatu poborowego. Od 1 września 1938, po reorganizacji służby uzupełnień, pełnił służbę w Komendzie Rejonu Uzupełnień Rzeszów na stanowisku kierownika I referatu ewidencji.
Po agresji ZSRR na Polskę znalazł się w niewoli sowieckiej. Według wspomnień córki, Teresy Abratowskiej (emerytowanej nauczycielki Zespołu Szkół Kształcenia Ponadgimnazjalnego w Chojnicach), w listopadzie 1939 jej ojciec znalazł się w transporcie jeńców do Kozielska. Do Polski dotarły od niego dwie wiadomości – do brata jego żony i do rodziny mieszkającej koło Krosna. Między 11 a 12 kwietnia 1940 przekazany do dyspozycji naczelnika smoleńskiego obwodu NKWD – lista wywózkowa 022/2 z 9.04.1940. Został zamordowany między 13 a 14 kwietnia 1940 przez NKWD w lesie katyńskim. Nie został zidentyfikowany podczas ekshumacji prowadzonej przez Niemców w 1943. W Archiwum Robla, w pakiecie 0456-01, 03, Józef Abratowski jest wymieniony w dwóch odręcznych listach. Krewni do 1990 lub 1991 poszukiwali informacji o Abratowskim przez Biuro Informacji i Badań Polskiego Czerwonego Krzyża w Warszawie.
Po ekshumacji został pochowany na Polskim Cmentarzu Wojennym w Katyniu.
Był mężem Heleny z Patków. Mieli dwie córki: Lidię i Teresę.

## Ordery i odznaczenia
- Srebrny Krzyż Zasługi[8]
- Medal Pamiątkowy za Wojnę 1918–1921[1]
- Krzyż Kampanii Wrześniowej (pośmiertnie, 1 stycznia 1986)
- Medal Dziesięciolecia Odzyskanej Niepodległości[1]

## Upamiętnienie
5 października 2007 minister obrony narodowej Aleksander Szczygło mianował pośmiertnie kpt. Józefa Abratowskiego na stopień majora. Awans został ogłoszony 9 listopada 2007 w Warszawie, w trakcie uroczystości „Katyń Pamiętamy – Uczcijmy Pamięć Bohaterów”.
„Dąb Pamięci” przy ul. Południowej 1 w Łasku (certyfikat nr 000592/000833/WE/2009) – posadzony w 2009 przez Starostwo Powiatowe w Łasku w ramach programu „Katyń... ocalić od zapomnienia” Stowarzyszenia „Parafiada” im. św. Józefa Kalasancjusza.